# Polizeimusik Steiermark
Die Polizeimusik Steiermark ist ein 2005 gegründetes Blasorchester in der Steiermark mit dem Sitz in der Landespolizeidirektion Steiermark in Graz. Aktueller Kapellmeister ist Kontrollinspektor Christoph Grill.
Die Polizeimusik Steiermark entstand 2005 nach der Strukturreform der Exekutivorgane in Österreich Zusammenlegung von Polizei und Gendarmerie aus der Fusion der Polizeimusik Graz, der Musikkapelle des Landesgendarmeriekommandos Steiermark und der Zollwachmusik Steiermark. Sie ist eine Dienstmusik und für die Landespolizeidirektion in der Öffentlichkeitsarbeit wichtiges Bindeglied zwischen Polizei und Bevölkerung. Als musikalischer Botschafter überzeugt sie ihr Publikum in verschiedenen Besetzungsformen von kleineren Ensembles (Brass-, Holz-Ensembles) über das symphonische Blasorchester bis hin zur Big Band.

## Geschichte

### Vorläufer

#### Musikkapelle des Landesgendarmeriekommandos Steiermark
Die Musikkapelle des Landesgendarmeriekommandos wurde im Herbst 1935 nach einem Aufruf von Oberstleutnant Adolf Nadler mit 49 Musikern unter der musikalischen Leitung von Georg Petz gegründet, 1939 wurde die Gendarmeriemusik aufgelöst und 1948 – nach Wiedereinrichtung der Bundesgendarmerie – wiederum unter der Leitung von Kapellmeister Georg Petz reaktiviert. Bis zur Fusion der Musikkapelle des Landesgendarmeriekommandos mit der Polizeimusik Graz und der Zollwachmusik Steiermark zur Polizeimusik Steiermark umrahmten die Musiker und später auch Musikerinnen dienstliche, kirchliche und weltliche Feierlichkeiten im In- und Ausland und nahmen auch unterschiedliche Tonträger auf.

#### Polizeimusik Graz
Die Polizeimusik Graz wurde 1920 von Josef Hexmann gegründet, der die musikalischen Geschicke der Musikkapelle bis in die 1950er-Jahre lenkte. Er wurde von Alfred Kreuzmann abgelöst, der aus dem von Hexmann anfangs aus 25 Musikern aufgebauten Blasorchester ein – zu dieser Zeit sehr beliebtes – klassisches Ballorchester schuf.
Eine hohe Bekanntheit erspielte sich die Polizeimusik Graz beim Strauß-Lanner-Walzerabend, wie der Ball der Polizeisportvereinigung Graz (PSV Graz) in den Anfangsjahren hieß. Am 16. Februar 1953 fand der erste Ball statt, damals noch gemeinsam von der PSV Graz und der Polizeimusik Graz organisiert. Kreuzmann dirigierte seine Musiker dabei mit der Geige, wie einst Johann Strauss. Zu den Höhepunkten der Polizeimusik Graz gehört die Aufnahme der Langspielplatte „200 Jahre Grazer Polizei“, auf der nicht nur das Blasorchester, sondern auch die Big Band und das Bläserensemble zu hören sind. Im Jahr 1995 wurde, unter der Leitung von Kapellmeister Josef Malli, eine CD mit dem Titel Music 2000 aufgenommen. Darüber hinaus wirkte man an CD-Aufnahmen mit (u. a. 150 Jahre Gendarmerie für Österreich).

#### Zollwachmusik Steiermark
Als die Zollwachmusik Steiermark 1957 gegründet wurde, fanden sich nur wenige Musiker ein, was sich jedoch schnell änderte. Die musikalische Leitung übernahm zunächst Emil Turza und anschließend der aus Mureck stammende Organist und Musiklehrer Martin Zarfl. 1995 markierte einen Wendepunkt in der Geschichte der Zollwachmusik Steiermark: Der Grenzdienst wurde von der Bundesgendarmerie übernommen, die Hälfte der Zollwachbeamten im Aktivstand wechselten zur Grenzgendarmerie. Höhepunkte in der Geschichte der Zollwachmusik sind die Auslandsreisen, u. a. nach Italien, Deutschland, Frankreich, Ungarn, Jugoslawien und in die Schweiz, das Galakonzert im Brucknerhaus in Linz und ein Festkonzert in der Wiener Hofburg sowie zahlreiche Rundfunk-, CD- und Schallplattenaufnahmen.

### Polizeimusik Steiermark
Die Polizeimusik Steiermark ist im Musikbezirk Graz-Stadt Mitglied im Steirischen Blasmusikverband. Erster Kapellmeister der Polizeimusik Steiermark war der ehemalige Kapellmeister der Gendarmeriemusik Steiermark, Franz Kicker (2005–2008). Nach dessen Pensionierung übernahm sein Stellvertreter Johann Ploder, ehemaliger Kapellmeister der Polizeimusik Graz, das Dirigat (2008–2013). Seit 1. Mai 2013 liegt die gesamtmusikalische Leitung bei Kontrollinspektor Christoph Grill.
Aktuell spielen in der Polizeimusik Steiermark knapp 60 Musiker. Sie versehen ihren Dienst in Polizeidienststellen in der gesamten Steiermark mit unterschiedlichen Einsatzbereichen, wie fremden- und grenzpolizeilichen Tätigkeiten, der Arbeit in der Landesleitzentrale, der Verwaltung, der Verkehrsabteilung oder dem Landeskriminalamt. Die Polizisten im Aktivstand Polizeimusiker werden durch jene im Ruhestand sowie zivile Substitute unterstützt. Die wöchentlichen Proben finden zentral in Graz in einem eigenen Proberaum am Stützpunkt West in der Karlauer Straße statt.
Neben dem symphonischen Blasorchester umfasst die Polizeimusik auch eine Big Band sowie ein Blechbläserquintett, ein Klarinetten- und ein Hornensemble. Musikalisch umrahmt die Polizeimusik Steiermark polizeiinterne Veranstaltungen ebenso wie kirchliche und weltliche Feierlichkeiten. Zu den musikalischen Höhepunkten zählt das jährliche Galakonzert vor Ostern in Graz. Neben Galakonzerten stehen auch Kirchenkonzerte, Platzkonzerte und vor allem Benefizkonzerte am Programm.
Gute Unterhaltung. Mit Sicherheit. ist das Motto der Polizeimusik Steiermark, deren oberste Prämissen Professionalität und Flexibilität lauten. Der hohe musikalische Qualitätsanspruch spiegelt sich im Repertoire wider, das neben der Pflege der Tradition vor allem auch das überraschende Moment sucht. Neben traditioneller alt-österreichischer Marsch- und Polkaliteratur findet sich im Repertoire neben Werken von z. B. Carl M. Ziehrer und Johann Strauss auch viel Zeitgenössisches, v. a. auch steirische Komponisten, wie Siegmund Andraschek oder Reinhard Summerer.
Konzertreisen führten die Musiker in verschiedene europäische Staaten wie z. B. im Mai 2007 zu Papst Benedikt XVI in den Petersdom nach Rom und im Mai 2011 nach Krakau.
Strukturell untersteht die Polizeimusik Steiermark direkt dem Büro für Öffentlichkeitsarbeit in der Landespolizeidirektion Steiermark mit dem Musikoffizier Robert Pontesegger.
Seit dem 13. Juni 2016 besteht auch ein Verein zur Unterstützung der Polizeimusik Steiermark auf ideeller, organisatorischer, materieller und finanzieller Ebene. Als Präsident des Vereines fungiert Landespolizeidirektor Gerald Ortner, Obmann des Vereines ist Landespolizeidirektor-Stv. Joachim Huber.